# Weird! (canção)
"Weird!" é uma canção do cantor britânico Yungblud, gravada para seu segundo álbum de estúdio Weird! (2020). Foi lançada pela Locomotion Recordings e Interscope Records como primeiro single do álbum em 22 de abril de 2020.

## Antecedentes
Em 2 de dezembro de 2019, Yungblud  compartilhou nas redes sociais que estava a "dar uns dias" para trabalhar em seu segundo álbum. Em 4 de dezembro, ele esclareceu que não estava dando um tempo, apenas dando um tempo para terminar o segundo álbum. Ele então brincou com um poema — que acabou por ser a letra de "Weird!" — chamado "A Weird Time of Life" em 9 de dezembro.
Durante sua livestream do YUNGBLUD Show, ele anunciou que um single chamado "Weird!" seria lançado em 22 de abril, pensando em ajudar os fãs a lidar com a pandemia do COVID-19. Embora ele já tivesse especulado "A Weird Time of Life" (Um tempo estranho da vida), no poema e em um tweet após postar o poema, ele acabou mudando-o, antes de ser lançado, para "Weird!".
Ele twittou um link para pré-salvar a canção, depois que o show do YUNGBLUD terminou. Ele compartilhou o lançamento de "Weird!" no Twitter, dando as boas-vindas aos seus fãs para a nova era.

## Videoclipe
O videoclipe, dirigido pelo próprio Yungblud com Tom Pallant foi lançado em 27 de abril de 2020. O vídeo foi gravado em Los Angeles e conta com aparições de amigos e familiares.

## Apresentações ao vivo
Yungblud apresentou a música pela primeira vez no The Late Late Show with James Corden em 28 de abril de 2020.